# TZ-45
La pistola mitragliatrice TZ-45 è un mitra calibro 9 × 19 mm Parabellum costruito in Italia verso la fine della seconda guerra mondiale.
Deriva il suo nome dalle iniziali dei due progettisti (Tonon e Zorzoli), che disegnarono quest'arma nel corso del 1944 in collaborazione con la fabbrica d'armi Società Anonima Revelli Manifattura Armiguerra, più conosciuta con il nome telegrafico Armaguerra. A causa dell'incombenza della guerra, la produzione dell'arma non avvenne presso lo stabilimento di Cremona, ma fu dislocata presso la ditta "fratelli Giandoso" di Gardone Val Trompia in provincia di Brescia.

## Storia
Iniziata nelle ultime settimane del 1944, l'intera produzione della TZ-45 fu assorbita dalle forze armate della Repubblica Sociale Italiana, mentre la sua distribuzione fu disposta inizialmente ai soli corpi speciali (come, ad esempio, la Xª Flottiglia MAS) ma fu poi generalizzata a tutte le unità combattenti, in particolare a quelle impegnate nella lotta antipartigiana. È possibile che alcuni esemplari di quest'arma siano stati impiegati dai cobelligeranti tedeschi nel territorio della RSI.
Si stima che di quest'arma siano stati costruiti circa 6000 pezzi, assemblati e distribuiti fino agli ultimi giorni della guerra.
Nel tentativo di riprenderne la produzione a guerra finita, la TZ-45 fu offerta alle forze di occupazione britanniche e statunitensi. Tuttavia essa fu rifiutata in seguito a prove svolte che ne misero in luce il modesto livello di affidabilità. All'inizio degli anni '50, una variante modificata della TZ-45 fu rimessa in produzione su commessa del governo della Birmania, che ne intraprese poi la produzione su licenza in loco, col nome di BA-52. Questa variante rimase in dotazione piuttosto a lungo presso le forze armate locali.

## Caratteristiche tecniche
Per quanto fosse stato progettato come un normale mitra per l'incremento della potenzialità offensiva delle unità di fanteria, la TZ-45 presentava alcune caratteristiche specifiche che la rendevano particolarmente adatta ai ruoli antiguerriglia.
Distribuita insieme ai noti moschetti automatici MAB 38 e alla raffinata FNAB-43, la TZ-45 era un'arma di costruzione spartana e progettata per consentire un rapido processo produttivo. 
Essa era costruita mediante semplici tecniche di stampaggio e saldatura di lamiera d'acciaio, e mostrava finiture rudimentali. 
Il funzionamento di questa pistola mitragliatrice era concettualmente tradizionale, con un otturatore piuttosto leggero e molto simile a quello del MAB 38, una semplice chiusura a massa e un selettore di tiro che consentiva sia il tiro intermittente sia la raffica libera. Il caricatore era standardizzato e intercambiabile con quello del MAB 38 e della FNAB-43. 
Tuttavia, la TZ-45 presentava alcune caratteristiche insolite: il calciolo era di tipo retrattile, simile a quello della pistola mitragliatrice M3 Grease Gun, in dotazione ai carristi statunitensi. La molla di ritorno dell'otturatore era assistita da un guidamolla telescopico. La canna, protetta da un manicotto di raffreddamento in lamiera stampata, era dotata di un compensatore integrale. La manetta d'armamento era montata su un coperchio parapolvere, scorrevole internamente al fusto dell'arma.
L'aspetto più originale di quest'arma era però il dispositivo di sicurezza: oltre alla consueta posizione di sicura sul selettore di tiro, la TZ-45 era dotata di una leva a L caricata da una molla e posta dietro il bocchettone del caricatore. Quest'ultimo, che fungeva da impugnatura anteriore, richiedeva una salda presa perché la leva della sicura venisse mantenuta premuta. Infatti, se l'arma non fosse stata impugnata correttamente a due mani, l'otturatore sarebbe stato bloccato nel suo movimento avanzante, impedendo lo sparo, lo stesso dicasi se l'otturatore veniva a trovarsi in posizione di riposo ovvero in chiusura con caricatore carico inserito nell'arma, lo stesso perno della suddetta leva di sicurezza andava ad inserirsi in un incavo apposito presente sulla parte inferiore centrale dell'otturatore impedendo a quest'ultimo di indietreggiare vincendo la resistenza della molla di recupero in caso di urti accidentali dell'arma.  
Considerando la grave incidenza degli spari accidentali nelle pistole mitragliatrici dell'epoca, il dispositivo di sicurezza della TZ-45 fu un'innovazione importante che ispirò numerosi modelli successivi, a partire dalla danese Madsen M50.
Nonostante non avesse mai goduto di grande considerazione, a causa della grezza costruzione e dei non rari inceppamenti, la TZ-45 si rivelò un'arma efficace e molto stabile al tiro, per merito del buon bilanciamento complessivo dell'arma e della presenza di un funzionale compensatore alla canna. La limitata precisione su distanze superiori ai 50-80 metri era dovuta piuttosto alla rozza fattura dei dispositivi di mira.
La TZ-45 fu la prima pistola mitragliatrice ad essere dotata di una sicura inerziale all'impugnatura.